# Зозуля острівна
Зозу́ля острівна (Hierococcyx bocki) — вид зозулеподібних птахів родини зозулевих (Cuculidae). Мешкає в Південно-Східній Азії. Острівна зозуля раніше вважалася підвидом великої зозулі, однак генетичне дослідження показало, що вона є близькоспорідненою з білогорлою зозулею.

## Поширення і екологія
Острівні зозулі мешкають на Малайському півострові, Суматрі і Калімантані. Вони живуть у вологих рівнинних і гірських тропічних лісах, в садах і на плантаціях. Зустрічаються на висоті від 900 до 3000 м над рівнем моря. Живляться переважно комахами. Острівним зозулям притаманний гніздовий паразитизм. Вони підкладають яйця в гнізда чагарницям роду Pterorhinus.